# Walter C. Sweet
Walter C. Sweet (né le 17 octobre 1927 à Denver, dans le Colorado, décédé le 4 décembre 2015 à Tucson, dans l'Arizona)  est un paléontologue américain.

## Biographie
Il est le président (Chief Panderer) de la Pander Society, une organisation informelle fondée en 1967 et destinée à l'étude des conodontes, de 1975 à 1985.
En 1984, il devient président de la Société de Paléontologie (Paleontological Society), une organisation internationale vouée à la paléontologie.
En 1979, il décrit le genre de conodontes Culumbodina. En  1988, il décrit l'ordre des Proconodontida parmi les « conodontes vrais » ou Euconodonta, ainsi que la famille de conodontes Gnathodontidae.

## Récompenses et hommages
En 1985, Walter C. Sweet reçoit la médaille de Pander décernée par la Pander Society, la médaille de la Paleontological Society en 1994 et la médaille du prix Raymond C. Moore en 1988.
Le genre de conodontes Sweetognathus est nommé en son honneur (ainsi que la famille des Sweetognathidae).

## Publications
- (en) Bergström S. and Sweet W.C., 1969. The generic concept in conodont taxonomy. Proceedings North American Paleontological Convention, 1, S. 29–42.
- (en) Sweet W.C., 1979. Conodonts and conodont biostratigraphy of post-Tyrone Ordovician rocks of the Cincinnati region. US Department of the Interior.
- (en) Clark D.L., Sweet W.C., Bergström S.M., 1981. Supplement 2 : Conodonta (sous la direction de Richard A. Robison,  (ISBN 0813730287). in Treatise on invertebrate paleontology, Part W: Miscellanea : Conodonts Conoidal Shells of Uncertain Affinities, Worms, Trace Fossils, and Problema (sous la direction de Raymond C. Moore).
- (en) Bergström S. and Sweet W.C., 1984. Conodont provinces and biofacies of the Late Ordovician, Geological Society of America Special Papers 196, S. 69–88.
- (en) Bergström S. and Sweet W.C., 1986. Conodonts and Biostratigraphic Correlation, Annual Review of Earth and Planetary Sciences, 14, S. 85–112.
- (en) Sweet W.C., 1988. The Conodonta. Morphology, Taxonomy, Paleoecology, and Evolutionary History of a long extinct Animal Phylum. Oxford Monographs on Geology and Geophysics, Oxford University Press, USA.
- (en) Sweet W.C. & Donoghue P.C.J., 2001. Conodonts: Past, Present, Future. Journal of Paleontology, Vol. 75, No. 6, 75th Anniversary Issue (Nov., 2001), pages 1174-1184 (URL stable sur JSTOR).
- (en) Sweet W.C., Ethington R.L & Harris A.G., 2005. A conodont-based standard reference section in central Nevada for the lower Middle Ordovician Whiterockian Series. Bulletins of American Paleontology, numéro 369, pages 35-48 (lien).